# Pinse Cup i landevejscykling 2025
Campione Pinse Cup 2025 var den 15. udgave af det danske etapeløb Pinse Cup i landevejscykling for herrer. Serien indeholdte tre selvstændige DCU licensløb med en samlet distance på 419 km og 3.780 højdemeter. De blev kørt ved Bjerre, Hobro og Harridslev fra 7. til 9. juni 2025.
De to danske kontinentalhold BHS-PL Beton Bornholm og ColoQuick Cycling tog sig af alle løbssejrene og førertrøjerne. Marcus Sander Hansen og Emil Schandorff Iwersen fra Bornholm-holdet vandt første og tredje løb, mens ColoQuicks Conrad Haugsted vandt andet løb. Med to andenpladser og en 9. plads blev Niklas Larsen (Bornholm) samlet vinder af Pinse Cuppen, mens Malte Hellerup fra ColoQuick vandt den blå ungdomstrøje. 

## Pointsystem
Serien blev kørt efter et pointsystem (pointgivning 55-1, vinderen af et løb fik 55 point, nr. 2 fik 52 point, nr. 2 fik 50 point, nr. 4 fik 49 point faldende med 1 point for hver placering ned til nr. 52, der fik 1 point). Rytteren med højeste pointscore efter de tre løb vandt etapeløbet. Ved pointlighed var resultatet af 3. afdeling i Harridslev afgørende. Rolf Sørensens tøjmærke Campione var navnesponsor for Pinse Cuppen, og uddelte efter hvert løb en gul førertrøje til løbets førende rytter, og en blå ungdomstrøje til den bedste U/23-rytter.

## Afdelinger
| Etape    | Dato    | Start – Mål             | type          | Afstand (km) | Elevation (m) | Etapevinder             | Førende rytter       |
| -------- | ------- | ----------------------- | ------------- | ------------ | ------------- | ----------------------- | -------------------- |
| 1. etape | 7. jun. | Bjerre – Bjerre         | kuperet etape | 140,22       | 1.242 m       | Marcus Sander Hansen    | Marcus Sander Hansen |
| 2. etape | 8. jun. | Hobro – Hobro           | flad etape    | 136,2        | 1.020 m       | Conrad Haugsted         | Niklas Larsen        |
| 3. etape | 9. jun. | Harridslev – Harridslev | flad etape    | 142,8        | 1.518 m       | Emil Schandorff Iwersen | Niklas Larsen        |

### 1. afdeling - Bjerre/Hornsyld
Horsens Amatør Cykleklub stod 7. juni for afviklingen af Campione Pinse Cuppens første løb der havde start og mål ved BGI akademiet mellem Bjerre og Hornsyld.
Én uge efter at han vandt Tour of Estonia, kom Marcus Sander Hansen fra BHS-PL Beton Bornholm igen øverst på sejrspodiet, da han vandt pinse cuppens første løb foran holdkammerat Niklas Larsen. Lasse Norman Leth fra Team CO:PLAY-Giant Store tog sig af tredjepladsen. ColoQuick Cyclings Malte Hellerup blev med en femteplads bedste U23-rytter, og kom i den blå ungdomstrøje.
| Bjerre - Bjerre | kuperet etape | (140,22 km) |

| \| Etaperesultat \| Etaperesultat \| Etaperesultat \| Etaperesultat \| Etaperesultat \| \| Rytter \| Rytter \| Hold \| Tid \| \| \| ------------- \| -------------------- \| --------------------------------------------- \| ------------- \| ------------- \| \| 1. \| Marcus Sander Hansen \| BHS-PL Beton Bornholm \| 3t 00' 51" \| \| \| 2. \| Niklas Larsen \| BHS-PL Beton Bornholm \| + 2" \| \| \| 3. \| Lasse Norman Leth \| CO:PLAY-Giant Store \| + 4" \| \| \| 4. \| Robin Juel Skivild \| Cykling Odense \| + 1' 07" \| \| \| 5. \| Malte Hellerup \| ColoQuick \| + 1' 18" \| \| \| 6. \| Victor Grue Enggaard \| BHS-PL Beton Bornholm \| + 2' 07" \| \| \| 7. \| Andreas Aidel Brixen \| BHS-PL Beton Bornholm \| + 2' 09" \| \| \| 8. \| Daniel Weis \| Decathlon AG2R La Mondiale Development \| + 2' 09" \| \| \| 9. \| Peter Skov Lauritzen \| CeramicSpeed Aros Forsikring Herning CK Elite \| + 2' 15" \| \| \| 10. \| Daniel Stampe \| BHS-PL Beton Bornholm \| + 2' 15" \| \| |                      |                                               |            |
| |                      |                                               |            |
| |                      |                                               |            |
| Etaperesultat |                      |                                               |            |
| Rytter | Rytter               | Hold                                          | Tid        |
| 1. | Marcus Sander Hansen | BHS-PL Beton Bornholm                         | 3t 00' 51" |
| 2. | Niklas Larsen        | BHS-PL Beton Bornholm                         | + 2"       |
| 3. | Lasse Norman Leth    | CO:PLAY-Giant Store                           | + 4"       |
| 4. | Robin Juel Skivild   | Cykling Odense                                | + 1' 07"   |
| 5. | Malte Hellerup       | ColoQuick                                     | + 1' 18"   |
| 6. | Victor Grue Enggaard | BHS-PL Beton Bornholm                         | + 2' 07"   |
| 7. | Andreas Aidel Brixen | BHS-PL Beton Bornholm                         | + 2' 09"   |
| 8. | Daniel Weis          | Decathlon AG2R La Mondiale Development        | + 2' 09"   |
| 9. | Peter Skov Lauritzen | CeramicSpeed Aros Forsikring Herning CK Elite | + 2' 15"   |
| 10. | Daniel Stampe        | BHS-PL Beton Bornholm                         | + 2' 15"   |

| Pointkonkurrence | Pointkonkurrence     | Pointkonkurrence                              | Pointkonkurrence | Pointkonkurrence |
| Rytter           | Rytter               | Hold                                          | Point            |                  |
| ---------------- | -------------------- | --------------------------------------------- | ---------------- | ---------------- |
| 1.               | Marcus Sander Hansen | BHS-PL Beton Bornholm                         | 55 point         |                  |
| 2.               | Niklas Larsen        | BHS-PL Beton Bornholm                         | 52 point         |                  |
| 3.               | Lasse Norman Leth    | CO:PLAY-Giant Store                           | 50 point         |                  |
| 4.               | Robin Juel Skivild   | Cykling Odense                                | 49 point         |                  |
| 5.               | Malte Hellerup       | ColoQuick                                     | 48 point         |                  |
| 6.               | Victor Grue Enggaard | BHS-PL Beton Bornholm                         | 47 point         |                  |
| 7.               | Andreas Aidel Brixen | BHS-PL Beton Bornholm                         | 46 point         |                  |
| 8.               | Daniel Weis          | Decathlon AG2R La Mondiale Development        | 45 point         |                  |
| 9.               | Peter Skov Lauritzen | CeramicSpeed Aros Forsikring Herning CK Elite | 44 point         |                  |
| 10.              | Daniel Stampe        | BHS-PL Beton Bornholm                         | 43 point         |                  |

### 2. afdeling - Hobro
Den 8. juni, pinsedag, var Hobro Cykleklub arrangør af Pinse Cuppens andet løb. Ti mand kom samlet til mål, og her vandt ColoQuick Cyclings Conrad Haugsted spurten, overtog samtidig cuppens blå ungdomstrøje. Niklas Larsen endte igen på andenpladsen, og overtog den gule førertrøje. Lasse Norman Leth gentog gårsdagens tredjeplads.
| Hobro - Hobro | flad etape | (136,2 km) |

| \| Etaperesultat \| Etaperesultat \| Etaperesultat \| Etaperesultat \| Etaperesultat \| \| Rytter \| Rytter \| Hold \| Tid \| \| \| ------------- \| -------------------- \| --------------------------------------------- \| ------------- \| ------------- \| \| 1. \| Conrad Haugsted \| ColoQuick \| 3t 05' 48" \| \| \| 2. \| Niklas Larsen \| BHS-PL Beton Bornholm \| + 0" \| \| \| 3. \| Lasse Norman Leth \| CO:PLAY-Giant Store \| + 0" \| \| \| 4. \| Martin Pedersen \| Lidl-Trek Future Racing \| + 1" \| \| \| 5. \| Robin Juel Skivild \| Cykling Odense \| + 1" \| \| \| 6. \| Marius Hobolth \| Team Give Steel-2M Cycling Elite \| + 1" \| \| \| 7. \| Karl Lindegaard \| CeramicSpeed Aros Forsikring Herning CK Elite \| + 1" \| \| \| 8. \| Linus Østdal \| Team Cranks \| + 1" \| \| \| 9. \| Gustav Ferdinand Lau \| Herning Cykle Klub \| + 1" \| \| \| 10. \| Lucas Rask Winther \| Aalborg-Sparekassen Danmark \| + 2" \| \| |                      |                                               |            |
| |                      |                                               |            |
| |                      |                                               |            |
| Etaperesultat |                      |                                               |            |
| Rytter | Rytter               | Hold                                          | Tid        |
| 1. | Conrad Haugsted      | ColoQuick                                     | 3t 05' 48" |
| 2. | Niklas Larsen        | BHS-PL Beton Bornholm                         | + 0"       |
| 3. | Lasse Norman Leth    | CO:PLAY-Giant Store                           | + 0"       |
| 4. | Martin Pedersen      | Lidl-Trek Future Racing                       | + 1"       |
| 5. | Robin Juel Skivild   | Cykling Odense                                | + 1"       |
| 6. | Marius Hobolth       | Team Give Steel-2M Cycling Elite              | + 1"       |
| 7. | Karl Lindegaard      | CeramicSpeed Aros Forsikring Herning CK Elite | + 1"       |
| 8. | Linus Østdal         | Team Cranks                                   | + 1"       |
| 9. | Gustav Ferdinand Lau | Herning Cykle Klub                            | + 1"       |
| 10. | Lucas Rask Winther   | Aalborg-Sparekassen Danmark                   | + 2"       |

| Pointkonkurrence | Pointkonkurrence     | Pointkonkurrence        | Pointkonkurrence | Pointkonkurrence |
| Rytter           | Rytter               | Hold                    | Point            |                  |
| ---------------- | -------------------- | ----------------------- | ---------------- | ---------------- |
| 1.               | Niklas Larsen        | BHS-PL Beton Bornholm   | 104 point        |                  |
| 2.               | Lasse Norman Leth    | CO:PLAY-Giant Store     | 100 point        |                  |
| 3.               | Conrad Haugsted      | ColoQuick               | 97 point         |                  |
| 4.               | Robin Juel Skivild   | Cykling Odense          | 97 point         |                  |
| 5.               | Martin Pedersen      | Lidl-Trek Future Racing | 89 point         |                  |
| 6.               | Marcus Sander Hansen | BHS-PL Beton Bornholm   | 89 point         |                  |
| 7.               | Daniel Stampe        | BHS-PL Beton Bornholm   | 84 point         |                  |
| 8.               | Malte Hellerup       | ColoQuick               | 83 point         |                  |
| 9.               | Linus Østdal         | Team Cranks             | 80 point         |                  |
| 10.              | Boas Lysgaard        | BHS-PL Beton Bornholm   | 79 point         |                  |

### 3. afdeling - Harridslev
Anden pinsedag, 9. juni, var Randers Cykleklub af 1910 arrangør af det sidste løb, og vinderen af Campione Pinse Cup skulle findes. Det var sjette gang i Pinse Cuppens historie at Randers-klubben var arrangør af et løb, efter at de i 2019 overtog fra Hammel Cykle Klub. Løbet har start og mål ved Harridslev.
For anden gang i årets cup endte det med en sejr til BHS-PL Beton Bornholm, da Emil Schandorff Iwersen kørte alene til mål, og vandt med et forspring til løbets nummer to, holdkammerat Marcus Sander Hansen. Malte Hellerup fra ColoQuick Cycling tog sig af tredjepladsen, og fik nok point til at overtage den blå ungdomstrøje. Bornholm-rytteren Niklas Larsen bevarede cuppens førertrøje, og blev samlet vinder.
| Harridslev - Harridslev | flad etape | (142,8 km) |

| \| Etaperesultat \| Etaperesultat \| Etaperesultat \| Etaperesultat \| Etaperesultat \| \| Rytter \| Rytter \| Hold \| Tid \| \| \| ------------- \| ----------------------- \| --------------------------- \| ------------- \| ------------- \| \| 1. \| Emil Schandorff Iwersen \| BHS-PL Beton Bornholm \| 3t 21' 55" \| \| \| 2. \| Marcus Sander Hansen \| BHS-PL Beton Bornholm \| + 21" \| \| \| 3. \| Malte Hellerup \| ColoQuick \| + 22" \| \| \| 4. \| Martin Pedersen \| Lidl-Trek Future Racing \| + 23" \| \| \| 5. \| Oliver Vedersø Sølvhøj \| Scott Creuse Oxygène Guéret \| + 23" \| \| \| 6. \| Lucas Rask Winther \| Aalborg-Sparekassen Danmark \| + 23" \| \| \| 7. \| Victor Grue Enggaard \| BHS-PL Beton Bornholm \| + 23" \| \| \| 8. \| Linus Østdal \| Team Cranks \| + 23" \| \| \| 9. \| Niklas Larsen \| BHS-PL Beton Bornholm \| + 37" \| \| \| 10. \| Lasse Norman Leth \| CO:PLAY-Giant Store \| + 37" \| \| |                         |                             |            |
| |                         |                             |            |
| |                         |                             |            |
| Etaperesultat |                         |                             |            |
| Rytter | Rytter                  | Hold                        | Tid        |
| 1. | Emil Schandorff Iwersen | BHS-PL Beton Bornholm       | 3t 21' 55" |
| 2. | Marcus Sander Hansen    | BHS-PL Beton Bornholm       | + 21"      |
| 3. | Malte Hellerup          | ColoQuick                   | + 22"      |
| 4. | Martin Pedersen         | Lidl-Trek Future Racing     | + 23"      |
| 5. | Oliver Vedersø Sølvhøj  | Scott Creuse Oxygène Guéret | + 23"      |
| 6. | Lucas Rask Winther      | Aalborg-Sparekassen Danmark | + 23"      |
| 7. | Victor Grue Enggaard    | BHS-PL Beton Bornholm       | + 23"      |
| 8. | Linus Østdal            | Team Cranks                 | + 23"      |
| 9. | Niklas Larsen           | BHS-PL Beton Bornholm       | + 37"      |
| 10. | Lasse Norman Leth       | CO:PLAY-Giant Store         | + 37"      |

## Samlet resultat
| Pointkonkurrence | Pointkonkurrence     | Pointkonkurrence            | Pointkonkurrence | Pointkonkurrence |
| Rytter           | Rytter               | Hold                        | Point            |                  |
| ---------------- | -------------------- | --------------------------- | ---------------- | ---------------- |
| 1.               | Niklas Larsen        | BHS-PL Beton Bornholm       | 148 point        |                  |
| 2.               | Lasse Norman Leth    | CO:PLAY-Giant Store         | 143 point        |                  |
| 3.               | Marcus Sander Hansen | BHS-PL Beton Bornholm       | 141 point        |                  |
| 4.               | Robin Juel Skivild   | Cykling Odense              | 139 point        |                  |
| 5.               | Martin Pedersen      | Lidl-Trek Future Racing     | 138 point        |                  |
| 6.               | Malte Hellerup       | ColoQuick                   | 133 point        |                  |
| 7.               | Linus Østdal         | Team Cranks                 | 125 point        |                  |
| 8.               | Lucas Rask Winther   | Aalborg-Sparekassen Danmark | 124 point        |                  |
| 9.               | Victor Grue Enggaard | BHS-PL Beton Bornholm       | 124 point        |                  |
| 10.              | Daniel Stampe        | BHS-PL Beton Bornholm       | 124 point        |                  |

## Trøjernes fordeling gennem løbet
| Etape    |               | Vinder _                | Samlede stilling     | Ungdomstrøje    |
| -------- | ------------- | ----------------------- | -------------------- | --------------- |
| 1. etape | kuperet etape | Marcus Sander Hansen    | Marcus Sander Hansen | Malte Hellerup  |
| 2. etape | flad etape    | Conrad Haugsted         | Niklas Larsen        | Conrad Haugsted |
| 3. etape | flad etape    | Emil Schandorff Iwersen | Niklas Larsen        | Malte Hellerup  |
| Samlet   | Samlet        |                         | Niklas Larsen        | Malte Hellerup  |

## Hold
| UCI Kontinentalhold (6)- ColoQuick - Lidl-Trek Future Racing - BHS-PL Beton Bornholm - Team Give Steel-2M Cycling Elite - Decathlon AG2R La Mondiale Development Team - Team Coop-Repsol DCU Elite Teams (5)- CO:PLAY-Giant Store - CeramicSpeed Aros Forsikring Herning CK Elite - Reffen Tscherning Elite Cycling - Team Cranks - Aalborg-Sparekassen Danmark Regional- og klubhold (14)- Hjólreiðafélag Reykjavíkur - Cykling Odense - Amager Cykle Ring - Salto Cycling Club - Breakaway Cycling Club - Aalborg Cykle-Ring - Thy Cykle Ring - Herning Cykle Klub - Holstebro Cykle Club - Mountainbike Club Vejle - Esbjerg Cykle Ring - Team LB Cycling - Hvidovre Cykle Klub - Lyngby Cycle Club |
| |